# CUSTOM
『CUSTOM』（カスタム）は、2001年10月24日に発売された奥田民生12枚目のシングル。完全生産限定アナログ盤も同時発売。

## 解説
- 前作「The STANDARD」より3ヶ月という短いスパンでのリリース。前作に続くバラードシングル。
- 今作はニューヨークでレコーディングが行われた。プロデューサーとして旧知のジョー・ブレイニーが参加している。
- 奥田の作品では初となるカラオケが収録された。
- 2曲ともアルバム『E』に収録されているが、「CUSTOM」はアルバムには日本でレコーディングされた“JPNバージョン”が収録されている。これはシングル・バージョンが奥田の構想よりもメロウな仕上がりになったためである。シングルバージョンは後に『記念ライダー2号〜オクダタミオシングルコレクション〜』に収録された。
- アナログ盤B面にはデビューシングル「愛のために」を収録。これでここまでのシングルA面曲（「休日/健康」は除く）は全てアナログ化された。
- ジャケットはミックス作業に使ったスタジオの屋上で撮った写真をもとに本秀康がイラストにしたもの。写真は裏ジャケットに使用されている。

## 収録曲
1. CUSTOM (5:05)
2. 哀愁の金曜日 (3:45)
3. CUSTOM (BACKING TRACK) (5:05)
4. 哀愁の金曜日 (BACKING TRACK) (4:02)

### アナログ盤
1. CUSTOM
2. 愛のために

全作詞・曲：奥田民生

## 収録アルバム
- E (#1,2、#1はJPNバージョン)
- 記念ライダー2号〜オクダタミオシングルコレクション〜 (#1)

## 参加ミュージシャン
- 奥田民生 - ボーカル、ギター、ハーモニー
- スティーヴ・ジョーダン - ドラムス、アコースティック・ギター、ハーモニー
- チャーリー・ドレイトン - ベース、ハーモニー、ギター、パーカッション
- エリック・シャーマーホーン - ギター
- ノックス・チャンドレー - ギター、エレクトリックチェロ (#1)
- バーニー・ウォーレル - キーボード